# Hilton (cigarrillo)
Hilton fue una marca de cigarrillos de origen chilena, creada por Chiletabacos (Hoy British American Tobacco).

## Historia
Hilton apareció en 1962 en la época de la Copa Mundial de Fútbol de ese año y fue el primer cigarrillo con filtro que tuvo éxito en las décadas de los 60, 70 y los 80. 
En 1981 lanzó Hilton Lights y en los 90 su fama desapareció poco a poco hasta que en 2000, la marca fundió con la llegada de los cigarrillos de la compañía Belmont.
Recientemente, ya a finales del año 2011, se han vuelto a vender en el país, Pero sin embargo, Por razones desconocidas, volvió a estar descontinuada.